# Prisma Taranto Volley 2023-2024
Questa voce raccoglie le informazioni riguardanti la Prisma Taranto Volley nelle competizioni ufficiali della stagione 2023-2024.

## Stagione
Nella stagione 2023-24 la Prisma Taranto Volley assume la denominazione sponsorizzata di Gioiella Prisma Taranto.
Partecipa per l'ottava volta alla Superlega: chiude la regular season di campionato all'undicesimo posto in classifica.

## Organigramma societario
Area direttiva
- Presidente: Antonio Bongiovanni
- Vicepresidente: Elisabetta Zelatore
- Segreteria generale: Stefano De Luca, Antonio Calò
- Direttore generale: Vito Primavera
- Consigliere: Raffaele Di Ponzio
- Logistica: Carmelo Sindaco
- Responsabile hospitality: Vincenzo Franciosa
- Finanza: Mario Tagarelli
- Addetto arbitri: Ciro Spagnulo
- Direttore sportivo: Mirko Corsano

Area tecnica
- Allenatore: Vincenzo Mastrangelo (fino al 16 novembre 2023), Antonello Adriani (dal 17 novembre 2023 fino al 20 novembre 2023), Ljubomir Travica (dal 20 novembre 2023)
- Allenatore in seconda: Antonello Adriani (fino al 16 novembre 2023), Danilo Paglialunga (dal 17 novembre 2023 fino al 20 novembre 2023), Antonello Adriani  (dal 20 novembre 2023
- Assistente allenatore: Danilo Paglialunga (fino al 16 novembre 2023 e dal 20 novembre 2023)
- Scout man: Matteo Pastore
- Responsabile settore giovanile: Pino Buongiorno

Area comunicazione
- Responsabile comunicazione: Matteo Schinaia
- Ufficio stampa: Linda Stevanato
- Fotografo: Roberto Muliere, Aurelio Castellaneta
- Responsabile rapporti istituzioni: Vincenzo Di Somma
- Relazioni esterne: Francesco Ripa

Area sanitaria
- Medico: Vincenzo Tagliente
- Preparatore atletico: Pascal Sabato
- Fisioterapista: Aldo Portulano, Francesco Portulano
- Radiologo: Mario Ortino
- Osteopata: Giuliano D'Aprile
- Nutrizionista: Francesco Settembrini
- Neurologo: Michele Pezzulla
- Medico del pubblico: Giovanni Pisapia

## Rosa
| N° | Nome              | Ruolo | Data di nascita   | Nazionalità sportiva |
| -- | ----------------- | ----- | ----------------- | -------------------- |
| 3  | Giovanni Gargiulo | C     | 3 giugno 1999     | Italia               |
| 4  | Aimone Alletti    | C     | 28 giugno 1988    | Italia               |
| 5  | Davide Luzzi      | L     | 5 marzo 2004      | Italia               |
| 6  | Marco Rizzo       | L     | 2 gennaio 1990    | Italia               |
| 7  | Ángel Trinidad    | P     | 27 marzo 1993     | Spagna               |
| 9  | Hampus Ekstrand   | S     | 28 ottobre 2003   | Svezia               |
| 10 | Filippo Lanza     | S     | 3 marzo 1991      | Italia               |
| 11 | Jeffrey Jendryk   | C     | 15 settembre 1995 | Stati Uniti          |
| 14 | Lorenzo Sala      | O     | 1º gennaio 2002   | Italia               |
| 15 | Kyle Russell      | O     | 25 agosto 1993    | Stati Uniti          |
| 17 | Federico Bonacchi | P     | 8 aprile 2004     | Italia               |
| 22 | José Gutiérrez    | S     | 27 ottobre 2001   | Cuba                 |
| 27 | Luca Paglialunga  | S     | 2 marzo 2004      | Italia               |
| 77 | Giacomo Raffaelli | S     | 7 febbraio 1995   | Italia               |

## Mercato
| Acquisti | Acquisti          | Acquisti           | Acquisti   |
| R.       | Nome              | da                 | Modalità   |
| -------- | ----------------- | ------------------ | ---------- |
| P        | Federico Bonacchi | Powervolley Milano | definitivo |
| S        | José Gutiérrez    | Top Volley Latina  | definitivo |
| C        | Jeffrey Jendryk   | LKPS               | definitivo |
| S        | Filippo Lanza     | Skra Bełchatów     | definitivo |
| L        | Davide Luzzi      | Grottaglie         | definitivo |
| S        | Giacomo Raffaelli | Emma Villas        | definitivo |
| S        | Luca Paglialunga  | New Real Gioia     | definitivo |
| O        | Kyle Russell      | Arago de Sète      | definitivo |
| O        | Lorenzo Sala      | Cannes             | definitivo |
| P        | Ángel Trinidad    | Charlottenburg     | definitivo |

| Cessioni                               | Cessioni                 | Cessioni             | Cessioni   |
| R.                                     | Nome                     | a                    | Modalità   |
| -------------------------------------- | ------------------------ | -------------------- | ---------- |
| S                                      | Charalampos Andreopoulos | Cuneo                | definitivo |
| P                                      | Francesco Cottarelli     | Franco Tigano        | definitivo |
| P                                      | Marco Falaschi           | Padova               | definitivo |
| C                                      | Jacopo Larizza           | Lube                 | definitivo |
| O                                      | Ibrahim Lawani           | Milano               | definitivo |
| S                                      | Eric Loeppky             | Milano               | definitivo |
| L                                      | Francesco Pierri         | Saturnia Acicastello | definitivo |
| O                                      | Tommaso Stefani          | Padova               | definitivo |
| Trasferimenti nel corso della stagione |                          |                      |            |
| C                                      | Giovanni Gargiulo        | Tourcoing            | definitivo |
| S                                      | José Gutiérrez           | Al-Arabi             | definitivo |
| O                                      | Lorenzo Sala             | Cannes               | definitivo |

## Risultati

### Superlega

#### Girone di andata
| 1ª giornata - 22 ottobre 2023 PalaMazzola, Taranto                        | Prisma Taranto     | 1 - 3 | Verona               | 22-25, 22-25, 28-26, 16-25        |
| 2ª giornata - 28 ottobre 2023 PalaTrento, Trento                          | Trentino           | 3 - 2 | Prisma Taranto       | 25-16, 23-25, 18-25, 26-24, 15-8  |
| 3ª giornata - 5 novembre 2023 PalaMazzola, Taranto                        | Prisma Taranto     | 2 - 3 | Padova               | 22-25, 25-15, 25-20, 18-25, 16-18 |
| 4ª giornata - 12 novembre 2023 Arena di Monza, Monza                      | Milano             | 3 - 0 | Prisma Taranto       | 25-14, 25-10, 25-17               |
| 5ª giornata - 15 novembre 2023 PalaMazzola, Taranto                       | Prisma Taranto     | 1 - 3 | Sir Safety Perugia   | 20-25, 20-25, 25-20, 14-25        |
| 6ª giornata - 19 novembre 2023 Palazzetto dello Sport, Cisterna di Latina | Cisterna           | 3 - 2 | Prisma Taranto       | 25-27, 20-25, 25-18, 25-13, 17-15 |
| 7ª giornata - 26 novembre 2023 PalaCivitanova, Civitanova Marche          | Lube               | 3 - 2 | Prisma Taranto       | 25-22, 22-25, 21-25, 25-22, 18-16 |
| 8ª giornata - 2 dicembre 2023 PalaMazzola, Taranto                        | Prisma Taranto     | 2 - 3 | Modena               | 22-25, 25-20, 25-18, 17-25, 13-15 |
| 9ª giornata - 8 dicembre 2023 PalaMazzola, Taranto                        | Prisma Taranto     | 1 - 3 | You Energy           | 25-19, 20-25, 18-25, 16-25        |
| 10ª giornata - 17 dicembre 2023 Palalido, Milano                          | Powervolley Milano | 3 - 2 | Prisma Taranto       | 19-25, 26-24, 22-25, 25-16, 15-3  |
| 11ª giornata - 26 dicembre 2023 PalaMazzola, Taranto                      | Prisma Taranto     | 3 - 1 | Saturnia Acicastello | 25-19, 25-23, 17-25, 25-23        |

#### Girone di ritorno
| 12ª giornata - 29 dicembre 2023 PalaOlimpia, Verona     | Verona               | 3 - 1 | Prisma Taranto     | 26-24, 25-12, 20-25, 25-15        |
| 13ª giornata - 7 gennaio 2024 PalaMazzola, Taranto      | Prisma Taranto       | 0 - 3 | Trentino           | 23-25, 20-25, 20-25               |
| 14ª giornata - 14 gennaio 2024 PalaSanLazzaro, Padova   | Padova               | 2 - 3 | Prisma Taranto     | 25-23, 22-25, 20-25, 25-23, 12-15 |
| 15ª giornata - 21 gennaio 2024 PalaMazzola, Taranto     | Prisma Taranto       | 1 - 3 | Milano             | 20-25, 25-21, 22-25, 22-25        |
| 16ª giornata - 24 gennaio 2024 PalaEvangelisti, Perugia | Sir Safety Perugia   | 3 - 0 | Prisma Taranto     | 25-18, 25-23, 25-20               |
| 17ª giornata - 4 febbraio 2024 PalaMazzola, Taranto     | Prisma Taranto       | 1 - 3 | Cisterna           | 26-24, 17-25, 23-25, 20-25        |
| 18ª giornata - 11 febbraio 2024 PalaMazzola, Taranto    | Prisma Taranto       | 1 - 3 | Lube               | 25-23, 22-25, 22-25, 28-30        |
| 19ª giornata - 14 febbraio 2024 PalaPanini, Modena      | Modena               | 3 - 2 | Prisma Taranto     | 22-25, 25-19, 25-21, 25-27, 15-9  |
| 20ª giornata - 17 febbraio 2024 PalaBanca, Piacenza     | You Energy           | 2 - 3 | Prisma Taranto     | 23-25, 25-21, 21-25, 29-27, 13-15 |
| 21ª giornata - 25 febbraio 2024 PalaMazzola, Taranto    | Prisma Taranto       | 1 - 3 | Powervolley Milano | 29-27, 22-25, 14-25, 21-25        |
| 22ª giornata - 3 marzo 2024 PalaCatania, Catania        | Saturnia Acicastello | 3 - 1 | Prisma Taranto     | 25-18, 25-20, 24-26, 25-21        |

## Statistiche

### Statistiche di squadra
| Competizione | Punti | In casa | In casa | In casa | In trasferta | In trasferta | In trasferta | Totale | Totale | Totale |
| Competizione | Punti | G       | V       | P       | G            | V            | P            | G      | V      | P      |
| ------------ | ----- | ------- | ------- | ------- | ------------ | ------------ | ------------ | ------ | ------ | ------ |
| Superlega    | 14    | 11      | 1       | 10      | 11           | 2            | 9            | 22     | 3      | 19     |
| Totale       | -     | 11      | 1       | 10      | 11           | 2            | 9            | 22     | 3      | 19     |

G = partite giocate; V = partite vinte; P = partite perse

### Statistiche dei giocatori
| Giocatore      | Superlega | Superlega | Superlega | Superlega | Superlega | Totale | Totale | Totale | Totale | Totale |
| Giocatore      | P         | PT        | AV        | MV        | BV        | P      | PT     | AV     | MV     | BV     |
| -------------- | --------- | --------- | --------- | --------- | --------- | ------ | ------ | ------ | ------ | ------ |
| A. Alletti     | 13        | 27        | 22        | 3         | 2         | 13     | 27     | 22     | 3      | 2      |
| F. Bonacchi    | 17        | 1         | 0         | 0         | 1         | 17     | 1      | 0      | 0      | 1      |
| H. Ekstrand    | 5         | 6         | 4         | 2         | 0         | 5      | 6      | 4      | 2      | 0      |
| G. Gargiulo    | 21        | 167       | 123       | 36        | 8         | 21     | 167    | 123    | 36     | 8      |
| J. Gutiérrez   | 22        | 329       | 282       | 22        | 25        | 22     | 329    | 282    | 22     | 25     |
| J. Jendryk     | 22        | 173       | 127       | 38        | 9         | 22     | 173    | 127    | 38     | 9      |
| F. Lanza       | 21        | 269       | 231       | 22        | 16        | 21     | 269    | 231    | 22     | 16     |
| D. Luzzi       | 4         | 0         | 0         | 0         | 0         | 4      | 0      | 0      | 0      | 0      |
| L. Paglialunga | 2         | 0         | 0         | 0         | 0         | 2      | 0      | 0      | 0      | 0      |
| G. Raffaelli   | 15        | 37        | 32        | 4         | 1         | 15     | 37     | 32     | 4      | 1      |
| M. Rizzo       | 22        | 0         | 0         | 0         | 0         | 22     | 0      | 0      | 0      | 0      |
| K. Russell     | 21        | 205       | 166       | 12        | 27        | 21     | 205    | 166    | 12     | 27     |
| L. Sala        | 21        | 121       | 99        | 11        | 1         | 21     | 121    | 99     | 11     | 1      |
| Á. Trinidad    | 22        | 38        | 17        | 14        | 7         | 22     | 38     | 17     | 14     | 7      |

P = presenze; PT = punti totali; AV = attacchi vincenti; MV = muri vincenti; BV = battute vincenti